# Acrapex sinensis
Acrapex sinensis är en fjärilsart som beskrevs av Anthony C. Galsworthy 1997. Acrapex sinensis ingår i släktet Acrapex och familjen nattflyn. Inga underarter finns listade i Catalogue of Life.